# Cabudare
Cabudare (Kabudari) – miasto w Wenezueli, w stanie Lara, stolica gminy Palavecino.
Populacja 136 tys. mieszkańców (2006).